# Сильвер, Йенни
Йенни Мария Сильвер (швед. Jenny Maria Silver; род. 22 января 1974, Энгельхольм) — шведская певица.

## Карьера
Йенни была солисткой в коллективе Candela с 1991 по 1997 год. Группа была популярной в Швеции в начале 1994 года и выпустила несколько песен, попавших на лидирующие места в чартах. Кроме этого, Йенни пела в рок-группе Holden.
Также она играла роли в таких мюзиклах как «Эвита» и «Иисус Христос — суперзвезда». В 2004 году для сборника Rendezvous она записала кавер на песню «God Save the Queen» группы Sex Pistols.
В 2010 году Йенни принимала участие в шведском национальном отборе на Евровидение — Мелодифестивалене 2010. Она выступала в первом полуфинале в Эрншёльдсвике с песней «A place to stay», но не смогла пройти в следующую стадию. В 2011 году Йенни вновь стала участницей Мелодифестивалена. Она выступила в первом полуфинале в Лулео с песней «Something in your eyes» и прошла в раунд Второго шанса. Во Втором шансе Йенни проиграла в первой дуэли группе Love Generation и на этом завершила участие в конкурсе.

## Дискография
- Mitt julkort — 1994
- Lycklig — 1997
- Duetterna — 2001
- Tro hopp och kärlek — 2002
- Holden — 2003
- Remote Control — 2007